# 26 бит
В компьютерной архитектуре — 26-разрядные целые числа, адреса памяти, или другие типы данных размером 26 битов. Двадцатишестиразрядные ЦПУ и АЛУ — архитектуры, основанные на регистрах и шинах данного размера. 

## История
Двумя примерами компьютерных процессоров с 26-битной адресацией памяти являются некоторые модели мэйнфреймов второго поколения IBM System/370, представленные в 1981 (и несколько последующих моделей), которые имели 26-битные физические адреса, но использовали только те же 24-битные виртуальные адреса, как и более ранние модели, переняв таковые у аналогичного поколения процессоров ARM.